# SuiteCRM
SuiteCRM — відгалуження популярної системи управління відносинами з клієнтами (CRM) SugarCRM.  Набула популярності, коли компанія SugarCRM заявила про припинення підтримки версії ПЗ з відкритим кодом . 
Це програмне забезпечення з відкритим початковим кодом, що базується на останньому випуску SugarCRM, але постачається з додатковими модулями. Перший випуск було оприлюднено 21 жовтня 2013 року як версію 7.0, також надаються оновлення для міграції користувачів SugarCRM версії 6.5(.2)
SuiteCRM виграв Bossie Award 2015 за найкращий у світі Open Source CRM. Inforworld, куратори нагород Bossie заявив наступне: "За трохи більше ніж рік, SuiteCRM надихнула спільноту і стала новим лідером в області CRM з відкритим вихідним кодом." Нагорода була виграна SugarCRM за попередні 8 років.
SuiteCRM було завантажено більше 800 000 разів з початку першого випуску. Її було прийнято NHS (National Health Service) England's Code for Health — програми, яка шукає та підтримує розвиток відкритого програмного коду в Англії.
SuiteCRM містить останню версію SugarCRM Community Edition, а також наступні додаткові модулі:
- Продукти
- Квоти
- Контакти
- Рахунки
- PDF Шаблони
- Бізнес Процеси
- Звіти
- Пошук
- Події
- Google Мапи
- Маркери для мапи
- Безпека
- Портал
- Гнучкий шаблон
- Outlook додаток
- База знань
- Опитування (Surveys додано в версії 7.10)
- Двофакторна аутентифікація (додано в версії 7.10)
- Цілі (маркетингові кампанії)

На додаток до нових модулів, було виправлено помилки і зроблено безліч поліпшень до основної функціональності. Всього було сімнадцять оновлень, після того, як початковий проект був випущений. Цикл постачання нових випусків -  три місяці. Виправлення помилок і оновлення безпеки надаються між основними випусками.
Виправлення помилок підтримується на Github.
Учасники проекту SuiteCRM заявили, що кожен рядок  коду проекту буде написаний як відкритий код. SuiteCRM — це проект ПЗ корпоративного класу з відкритим початковим кодом, що є альтернативою пропрієтарним програмам.
Дорожна мапа проекту доступна та деталізує заплановані покращення.
Активна публічна підтримка на форумі від більш ніж 25 000 учасників надає змогу отримати безкоштовну допомогу. Форум також активно оновлюється та спостерігається командою проекту.
Каталог розширень містить як безкоштовні розширення, так і ті, що поставляються на платній основі.